# Romery, Marne
Romery là một xã thuộc tỉnh Marne trong vùng Grand Est đông nam nước Pháp. Xã này nằm ở khu vực có độ cao trung bình 192 mét trên mực nước biển.